# 테드 베셀

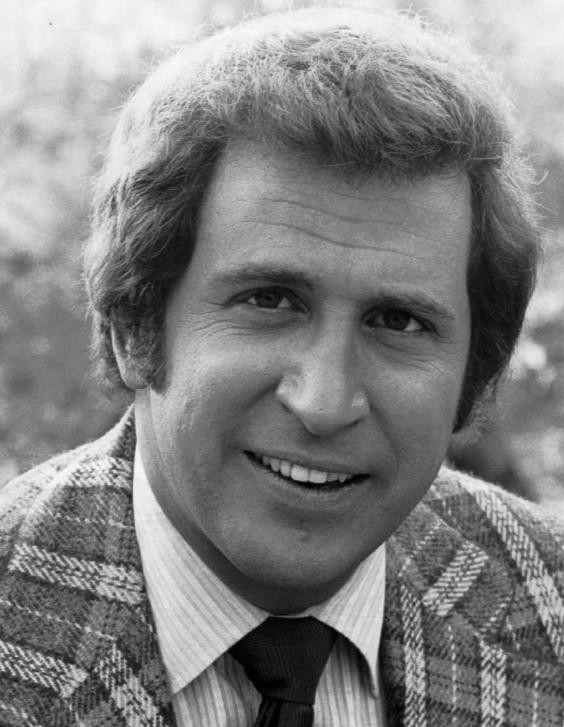

테드 베셀(Ted Bessell, 1935년 3월 20일 ~ 1996년 10월 6일)은 미국의 배우, 영화 제작자이다.
플러싱에서 태어났으며 로스앤젤레스에서 사망하였다. 사인은 질병이다.

## 영화
- 스크림, 프리티 페기 (1973, Scream, Pretty Peggy)
- 폭소 대탈출 (1969년)
- 빌리 (1965년)
- 특전 네이비 2 - 공군 조인 (1965년)
- 연인이여 돌아오라 (1961년)
- 이오지마의 영웅 (1961년)